# Домашен любимец
Домашни любимци (синоним е питомец, а оттам питомци) се наричат животните, които човек отглежда за компания или развлечение. Това понятие отделя домашните любимци от групата на домашните животни, опитомени от човека, за различни стопански цели, като получаване на продукция (месо, мляко, яйца, вълна), жива теглителна сила (кон, магаре, катър), спортни цели (куче за лов, куче за надбягване, кон за надбягване и др). Домашните любимци също могат да бъдат отглеждани със стопанска цел – за разплод, за участие в конкурси или филми и др.

## Опитомяване
В многовековната си история човечеството е постигнало опитомяване с цел превръщане на вида в домашен любимец само при някои бозайници – най-често става дума за кучетата и котките.
Опитомяване в процеса на селекцията и разплода е постигнато и при някои екзотични животни. При повечето от тези видове, обаче, животните могат да бъдат отглеждани като домашни любимци само в младата си възраст. С навлизането им в полова зрялост са възможни някои усложнения, като:
- домашното пространство е недостатъчно на животното, за да изразходва енергията си и то търси начин да избяга или поврежда мебелите;
- избягалият екзотичен домашен любимец трудно може да бъде издирен и върнат, защото най-често трудно се ориентира в урбанизирана среда и я напуска, или става агресивен;
- екзотичният домашен любимец трудно понася съжителство с други домашни любимци и проявява агресивност;
- екзотичният домашен любимец може да стане опасно агресивен към стопаните си.

## Предимства и недостатъци на домашния любимец

### Обективни истини
- Домашните любимци стават безкрайно скъпи същества за собствениците, които имат нагласата да споделят несгодите, които изисква едно такова съжителство;
- Домашните любимци следва да бъдат отглеждани и лекувани със същото старание, с което хората се грижат за себе си;
- Домашните любимци могат да бъдат преносители на опасни за човешкото здраве болести и паразити;
- Домашните любимци са източник на алергии за част от хората;
- Домашните любимци, подобно на хората, могат да заболеят от психическо заболяване и да станат опасни за собствениците си;
- Тъй като част от хората не понасят или се страхуват от кучета и котки, собственикът следва да отчита това и да не допуска неговият домашен любимец да досажда на други хора.

### Субективни мнения
Хората, които не обичат или се страхуват от кучета и котки, създават различни митове за домашните любимци. Най-честите митове са:
- Кучетата и котките не са подходящи за отглеждане в домашна обстановка (заб.: има частична истина когато големи кучета се отглеждат в малки апартаменти);
- Домашните любимци са мръсни и опасни за здравето на човека (заб.: има частична истина, но в огромна степен това зависи от собственика);
- Домашните любимци хапят (заб.: има частична истина, домашните любимци следва да бъдат извеждани с каишка и намордник, за да се избегнат непредвидимите реакции на животното).

## Влияние на домашните любимци върху здравето
Домашните любимци играят значителна роля в подобряването на здравето на техните собственици. Изследвания показват, че наличието на домашен любимец може да понижи нивата на стрес, кръвното налягане и дори риска от сърдечносъдови заболявания. Освен физическите ползи домашните любимци оказват положително въздействие върху психическото здраве, като предоставят емоционална подкрепа и усещане за принадлежност. Въпреки тези ползи отглеждането на домашен любимец изисква постоянна ангажираност.